# Leopold Rosenfeld
Leopold Rosenfeld (født 21. juli 1849 i København, død 19. juli 1909 sammesteds) var en dansk komponist og sanglærer. Han var også musikkritiker ved dagbladet Dannebrog, Musikbladet og Tidsskrift for Musik og Teater.
1889 blev han titulær professor.
Han er begravet på Mosaisk Vestre Begravelsesplads.

## Kompositioner
- Asali (for sang og klaver)
- Bjergpigen (for soli, kor og orkester)
- En nytårslåt (for sang og klaver)
- Folkevise (for sang og klaver)
- Ingalill (for sang og klaver)
- Klokkeklang (for sang og klaver)
- Opus 3: Fem characteerstykker (for klaver)
- Opus 17: 5 Clavierstücke (for klaver)
- Opus 24: DIGTE af Alfred Ipsen og Ernst v. d. Recke
- Opus 25: Henrik og Else (for soli, kor og orkester
- Opus 48: Saïna. Østerlandske stemninger (for klaver)